# Кінсі (Алабама)
Кінсі (англ. Kinsey) — місто (англ. town) в США, в окрузі Г'юстон штату Алабама. Населення — 2203 особи (2020).

## Географія
Кінсі розташоване за координатами 31°17′34″ пн. ш. 85°20′8″ зх. д. / 31.29278° пн. ш. 85.33556° зх. д. (31.292662, -85.335473).  За даними Бюро перепису населення США в 2010 році місто мало площу 31,34 км², уся площа — суходіл.

## Демографія
Згідно з переписом 2010 року, у місті мешкало 2198 осіб у 810 домогосподарствах у складі 598 родин. Густота населення становила 70 осіб/км².  Було 899 помешкань (29/км²).
Расовий склад населення:
| - 49,9 % — білих - 46,0 % — чорних або афроамериканців - 0,3 % — корінних американців - 0,1 % — азіатів - 2,1 % — осіб інших рас |

До двох чи більше рас належало 1,5 %. Частка іспаномовних становила 4,0 % від усіх жителів.
За віковим діапазоном населення розподілялося таким чином: 30,2 % — особи молодші 18 років, 60,1 % — особи у віці 18—64 років, 9,7 % — особи у віці 65 років та старші. Медіана віку мешканця становила 32,4 року. На 100 осіб жіночої статі у місті припадало 95,0 чоловіків;  на 100 жінок у віці від 18 років та старших — 88,6 чоловіків також старших 18 років.
Середній дохід на одне домашнє господарство  становив 45 715 доларів США (медіана — 37 109), а середній дохід на одну сім'ю — 55 667 доларів (медіана — 45 759). Медіана доходів становила 32 500 доларів для чоловіків та 27 976 доларів для жінок. За межею бідності перебувало 16,2 % осіб, у тому числі 27,2 % дітей у віці до 18 років та 12,5 % осіб у віці 65 років та старших.
Цивільне працевлаштоване населення становило 991 осіб. Основні галузі зайнятості: освіта, охорона здоров'я та соціальна допомога — 24,3 %, виробництво — 13,0 %, роздрібна торгівля — 10,4 %, мистецтво, розваги та відпочинок — 10,3 %.